# Landtagswahlkreis Mettmann I
Der Landtagswahlkreis Mettmann I (Organisationsziffer 37) ist einer von derzeit 128 Wahlkreisen in Nordrhein-Westfalen, die jeweils einen mit der einfachen Mehrheit direkt gewählten Abgeordneten in den Landtag entsenden.
Zum Wahlkreis 37 Mettmann I gehören die kreisangehörigen Städte Langenfeld, Monheim und einige Wahlkreise im Süden von Hilden im Kreis Mettmann. Die Teilung der Gemeinde Hilden erfolgte erstmals zur Landtagswahl 2000. Zuvor gehörte sie noch komplett zu Mettmann I.

## Landtagswahl 2022
Wahlberechtigt zur Landtagswahl 2022 waren 92.961 Einwohner des Wahlkreises. Die Wahlbeteiligung lag bei 58,0 %.
| Direktkandidat      | Erststimmen in % | Partei   | Zweitstimmen in % |
| ------------------- | ---------------- | -------- | ----------------- |
| Claudia Schlottmann | 40,7             | CDU      | 39,1              |
| Marc Nasemann       | 24,2             | SPD      | 23,1              |
| Siedi Serag         | 19,1             | GRÜNE    | 18,5              |
| Mirko Bange         | 7,6              | FDP      | 6,5               |
| Patrick Heinz       | 5,3              | AfD      | 4,9               |
| Mehmet Sencan       | 2,1              | LINKE    | 1,5               |
| Markus Montkowski   | 1,1              | Volt     | 0,9               |
| -                   | -                | Sonstige | 5,5               |

## Landtagswahl 2017
Wahlberechtigt zur Landtagswahl 2017 waren 103.317 Einwohner des Wahlkreises. Die Wahlbeteiligung lag bei 67,9 %.
| Direktkandidat               | Erststimmen in % | Partei   | Zweitstimmen in % |
| ---------------------------- | ---------------- | -------- | ----------------- |
| Jens Geyer                   | 31,2             | SPD      | 27,5              |
| Claudia Schlottmann          | 42,9             | CDU      | 35,3              |
| Martina Paola Köster-Flashar | 5,9              | GRÜNE    | 5,6               |
| Moritz Körner                | 11,0             | FDP      | 15,2              |
| Volker John                  | 3,0              | PIRATEN  | 1,1               |
| -                            | -                | LINKE    | 4,0               |
| Heinrich Burghaus            | 6,0              | AfD      | 7,5               |
| -                            | -                | Sonstige | 3,8               |

Neben der erstmals gewählten Wahlkreisabgeordneten Claudia Schlottmann von der CDU, die den Wahlkreis nach fünf Jahren für ihre Partei zurückerobern konnte, wurde mit Moritz Körner, der als Landesvorsitzender der Jungen Liberalen über Platz 16 der FDP-Landesliste in das Parlament einzog, ein weiterer Direktkandidat aus dem Wahlkreis in den Landtag gewählt. Der bisherige Wahlkreisabgeordnete Jens Geyer von der SPD war lediglich auf Platz 62 der Landesliste seiner Partei abgesichert und schied so aus dem Landtag aus. Körner legte sein Mandat am 26. Juni 2019 nieder, nachdem er in das Europaparlament gewählt worden war.

## Landtagswahl 2012
Wahlberechtigt zur Landtagswahl 2012 waren 103.661 Einwohner des Wahlkreises. Die Wahlbeteiligung lag bei 60,4 %.
| Direktkandidat      | Erststimmen in % | Partei   | Zweitstimmen in % |
| ------------------- | ---------------- | -------- | ----------------- |
| Hans-Dieter Clauser | 37,6             | CDU      | 27,9              |
| Jens Geyer          | 38,3             | SPD      | 37,0              |
| Helmut Konrad       | 9,8              | GRÜNE    | 11,1              |
| Frank Noack         | 4,7              | FDP      | 10,3              |
| Ilona Küchler       | 1,9              | LINKE    | 2,0               |
| Volker John         | 7,6              | PIRATEN  | 7,4               |
| -                   | -                | Sonstige | 4,3               |

## Landtagswahl 2010
Wahlberechtigt zur Landtagswahl 2010 waren 103.370 Einwohner des Wahlkreises. Die Wahlbeteiligung lag bei 60,7 %.
| Direktkandidat      | Erststimmen in % | Partei   | Zweitstimmen in % |
| ------------------- | ---------------- | -------- | ----------------- |
| Hans-Dieter Clauser | 43,7             | CDU      | 37,0              |
| Birgit Alkenings    | 34,4             | SPD      | 30,2              |
| Helmut Konrad       | 11,9             | GRÜNE    | 13,2              |
| Frank Noack         | 4,6              | FDP      | 7,4               |
| Dietmar Rudolph     | 5,4              | LINKE    | 5,0               |
| -                   | -                | Sonstige | 7,3               |

## Landtagswahl 2005
Wahlberechtigt zur Landtagswahl 2005 waren 102.558 Einwohner des Wahlkreises. Die Wahlbeteiligung lag bei 65,1 %.
Bei der Landtagswahl in Nordrhein-Westfalen 2005 am 22. Mai 2005 erreichten die im Wahlkreis angetretenen Parteien folgende Prozentzahlen der abgegebenen gültigen Stimmen:
CDU 48,0, SPD 34,0, FDP 6,6, Grüne 5,4, WASG 1,4, GRAUE 1,1, NPD 1,0, PDS 0,8, REP 0,8, UNABHÄNGIGE 0,7, BüSo 0,2.
Direkt gewählter Abgeordneter des Wahlkreises Mettmann I war 2005 Hans-Dieter Clauser (CDU).
| Direktkandidat 2005          | Partei        | 2005 Stimmen in % | 2000 Stimmen in % |
| ---------------------------- | ------------- | ----------------- | ----------------- |
| Werner Bischoff              | SPD           | 34,0              | 40,9              |
| Hans-Dieter Clauser          | CDU           | 48,0              | 36,7              |
| Christian Proff              | FDP           | 6,6               | 11,1              |
| Viktor Haase                 | GRÜNE         | 5,4               | 6,3               |
| Wolfgang Pohlmann            | REP           | 0,8               | 1,0               |
| Karl Mühlsiepen              | PDS           | 0,8               | 0,9               |
| Joachim Solbach              | UNABH. BÜRGER | 0,7               | 0,5               |
| Roland Köller                | BüSo          | 0,2               | -                 |
| Uwe Baues                    | NPD           | 1,0               | -                 |
| Klaus Werner Brosowski-Greve | WASG          | 1,4               | -                 |

## Geschichte
| Wahl | Wahlkreisname | Gebiet         | Wahlkreissieger           |
| ---- | ------------- | -------------- | ------------------------- |
| 2017 | 37 Mettmann I | Kreis Mettmann | Claudia Schlottmann (CDU) |
| 2012 | 37 Mettmann I | Kreis Mettmann | Jens Geyer (SPD)          |
| 2010 | 37 Mettmann I | Kreis Mettmann | Hans-Dieter Clauser (CDU) |
| 2005 | 37 Mettmann I | Kreis Mettmann | Hans-Dieter Clauser (CDU) |